# Текучёв, Алексей Никитич
Алексей Никитич Текучёв (1900—1978) — советский учёный, доктор физико-математических наук, профессор.
Автор многих научных работ и ряда изобретений.

## Биография
Родился 21 марта 1900 года в станице Верхне-Курмоярской Царицынской губернии, ныне Волгоградской области, в крестьянской семье.
Сначала учился в сельской школе станицы, в 1916 году окончил училище. С 1916 по 1920 год Павел занимался самообразованием. В 1920 году был призван в РККА и принимал участие в Гражданской войне в России в составе в 1-й Конной армии Будённого. После войны, с 1922 по 1926 год, работал учителем школы 1-й ступени в родной станице.
В 1926 году Сталинградский губернский профсоюз работников просвещения командировал Алексея Текучёва в Москву для поступления во 2-й Московский государственный университет на физико-техническое отделение, который он окончил в 1930 году. По вуза, как стипендиат ЦК профсоюза работников просвещения был направлен в город Самарканд для работы в Узбекской государственной педагогической академии. После реорганизации академии работал на кафедре общей физики Узбекского государственного университета (УзГУ, ныне Национальный университет Узбекистана). В 1936 году защитил кандидатскую диссертацию на тему «Физические основания теории солнечного опреснителя с ребристой поверхностью» и был утвержден в ученом звании доцента по кафедре «Общая физика», работал в УзГУ по 1941 год.
В связи с началом Великой Отечественной войны и переводом Узбекского университета в Ташкент, он был реорганизован в Среднеазиатский государственный университет (СаГУ). Здесь Алексей Никитич работал в 1941—1942 годах доцентом кафедры физики. После возвращением вуза в Самарканд, с 1942 по 1944 год он работал доцентом кафедры общей физики другого вуза — Самаркандского медицинского института (СамМИ) и по совместительству был исполняющего обязанности заведующего кафедрой общей физики Ленинградского института киноинженеров (ЛИКИ, ныне Санкт-Петербургский государственный институт кино и телевидения), также находившегося в эвакуации в Самарканде. В 1944 году был переведен на работу из Самаркандского медицинского института в восстановленный Узбекский государственный университет на должность исполняющего обязанности заведующего кафедрой общей физики, где проработал по 1948 год. Защитив в 1947 году докторскую диссертацию на тему «Экспериментальное исследование лучепоглощательной способности некоторых металлов в зависимости от состояния их поверхности» и получив звание профессора, с 1948 по 1956 год работал заведующим кафедрой оптики УзГУ. Был проректором сначала по научно-учебной работе, а по учебной работе университета.
В 1956 году Алексей Никитич Текучёв был избран по конкурсу на должность профессора по кафедре физики Рязанского радиотехнического института (РРТИ, ныне Рязанский государственный радиотехнический университет) и стал заведующим кафедрой физики и одновременно был назначен заместителем директора по учебной и научной работе, а позже — заместителем директора по учебной работе РРТИ.
Активную работу в институте А. Н. Текучёв совмещал с общественной деятельностью — он был депутатом Рязанского городского (1957—1964), Октябрьского районного (1961—1963) и Областного совета (1963—1967) депутатов трудящихся; являлся председателем областного управления общества
Советско-польской дружбы (1965—1978); вёл большую работу на посту председателя научно-технического совета областного правления общества «Знание».
Был награждён орденами Трудового Красного Знамени и «Знак Почёта», а также медалями; Заслуженный деятель науки Узбекской ССР. Также был награждён Почетными грамотами Верховного Совета Узбекской ССР и Президиума Верховного Совета РСФСР.
Умер в Рязани 5 июня 1978 года. Был похоронен на Новогражданском кладбище города.
В Рязани на доме, где жил А. Н. Текучёв, ему установлена памятная доска.